# Ionenprodukt
Das Ionenprodukt ist das Produkt der  Stoffmengenkonzentrationen (oder genauer die Aktivitäten) aller in einem Medium (z. B. Wasser) durch elektrolytische Dissoziation gelösten Ionen. Handelt es sich um eine gesättigte Lösung, so entspricht das Ionenprodukt dem Löslichkeitsprodukt. Sind in einem System lediglich durch Autoprotolyse entstandene Ionen vorhanden, so entspricht das Ionenprodukt der Autoprotolysekonstante des Systems. 

## Ionenprodukt des Wassers
Wichtig ist vor allem das Ionenprodukt des reinen Wassers (KW). Wasser enthält durch Autoprotolyse Oxonium- (H3O+) und Hydroxidionen (OH−): 
{\displaystyle \mathrm {H_{2}O+H_{2}O\rightleftharpoons H_{3}O^{+}+OH^{-}} }
Für das dimensionslose Ionenprodukt KW gilt:
{\displaystyle K_{\mathrm {W} }={\frac {a(\mathrm {H_{3}O^{+}} )a(\mathrm {OH^{-}} )}{(a(\mathrm {H_{2}O} ))^{2}}}}
Dabei betragen die Aktivitäten der beiden Ionensorten bei 25 °C jeweils 1,004 · 10−7, das Ionenprodukt also 1,008 · 10−14. Da Wasser das Lösungsmittel bildet, ist seine Aktivität in stark verdünnten Lösungen etwa 1. Damit ergibt sich:
{\displaystyle K_{\mathrm {W} }\approx {\frac {10^{-7}\cdot 10^{-7}}{1^{2}}}=10^{-14}}
Durch diese Größen werden die Skala und der neutrale Wert des pH-Wertes festgelegt, der der negative dekadische Logarithmus der Oxoniumionen-Aktivität ist:
{\displaystyle \mathrm {pH} =-\lg \left(a\mathrm {(H_{3}O^{+})} \right)=\!\ 7}
Es lässt sich auch die Säurekonstante bzw. der pKs-Wert von Wasser ableiten:
{\displaystyle \mathrm {pK_{s}(HA)} =\mathrm {-lg} \left({\frac {a\mathrm {(H_{3}O^{+})} a(\mathrm {A^{-}} )}{a\mathrm {(HA)} }}\right)}
{\displaystyle \mathrm {pK_{s}(H_{2}O)} =\mathrm {-lg} \left({\frac {a\mathrm {(H_{3}O^{+})} a(\mathrm {OH^{-}} )}{a\mathrm {(H_{2}O)} }}\right)=\mathrm {-lg} (a\mathrm {(H_{2}O)\cdot K_{w})} =\mathrm {-lg} \left(1\cdot 10^{-14}\right)=14}